# Gulpen-Wittem
Gulpen-Wittem este o comună în provincia Limburg, Țările de Jos. Comuna este numită după cele două localități principale: Gulpen și Wittem.

## Localități componente
Beertsenhoven, Berghem, Berghof, Beutenaken, Billinghuizen, Bissen, Bommerig, Broek, Cartils, Crapoel, Dal, De Hut, Diependal, Dijk, Elkenrade, Elzet, Epen, Eperheide, Etenaken, Euverem, Eys, Eyserheide, Gracht, Gulpen, Heijenrath, Helle, Hilleshagen, Höfke, Hurpesch, Ingber, Kapolder, Kleeberg, Kosberg, Kuttingen, Landsrade, Mechelen, Mingersberg, Nijswiller, Overeys, Overgeul, Partij, Pesaken, Piepert, Plaat, Reijmerstok, Schilberg, Schweiberg, Sinselbeek, Slenaken, Stokhem, Terlinden, Terpoorten, Terziet, Trintelen, Wahlwiller, Waterop, Wijlre, Wittem.